# Biserica Sfântul Arhanghel Mihail din Hlina
Biserica de lemn „Sfântul Arhanghel Mihail” din Hlina este un lăcaș de cult creștin-ortodox și monument de arhitectură de importanță națională din satul Hlina, raionul Briceni (Republica Moldova), construit la începutul secolului al XX-lea. 
Actualmente, se află în stare nesatisfăcătoare, construcția din lemn, fiind acoperită cu tablă, având și o ușă termopan.